# Mitromorpha gracilior
Mitromorpha gracilior is een slakkensoort uit de familie van de Mitromorphidae. De wetenschappelijke naam van de soort is voor het eerst geldig gepubliceerd in 1884 door Tryon.